# Eschati
Eschati (Grieks: Εσχάτη = laatste) is een onbewoond rotsachtig eiland in Griekenland in de Egeïsche Zee ten zuidwesten van Thira. Het behoort tot de eilandengroep Christiana in de archipel de Cycladen. Het hoogste punt ligt 23 meter boven zeeniveau.